# Sunsu-ui sidae
Sunsu-ui sidae (순수의 시대?; letteralmente "L'età dell'innocenza", titolo internazionale Empire of Lust) è un film sudcoreano del 2015 diretto da Ahn Sang-hoon.

## Trama
Kim Min-jae è un brillante generale che si è distinto nel proteggere i confini del regno appena fondato di Joseon, e tiene d'occhio Yi Bang-won, quinto figlio di re Taejo, che crede voglia rovesciare il padre e salire al trono dopo essere stato messo da parte a favore di un altro erede. Jin è il figlio di Kim Min-jae e, a causa della sua posizione di genero del sovrano, non può prendere parte alla vita politica e si dedica ai piaceri. Nel frattempo, Min-jae s'innamora della gisaeng Ka-hee e la prende come propria concubina, ignaro che la donna voglia vendicarsi di lui.